# Literatura franco-antillana
Literatura franco-antillana és un terme utilitzat per a definir la literatura que es fa a les Antilles en francès o creolé, principalment a Martinica i Guadalupe, encara que també hom inclou autors de la Guaiana Francesa. La literatura haitiana té una especificitat pròpia.

## Orígens
El primer escriptor francoantillà conegut fou un tal Léonard (1744-1793), guadalupeny exiliat a Europa i autor d’uns Idylles (1766). Però la literatura francoantillana com a tal no fou iniciada fins al segle xix per exiliats europeus i pels békés (blancs criolls), que descrivien la societat esclavista, com Prevost de Traversay amb Les amours de Zémérade et Carina (1808) i Poiré de Saint-Auréle (Jean-Auréle Poiré, 1795-1856), poeta sobre la predestinació dels negres a l'esclavatge amb La cólere de Jehovah. Des de 1848, l'abolició de l'esclavatge i la crisi sucrera marcaren una literatura de nostàlgia pel món colonial amb els békes Jean-Baptiste Rosemond de Beauvallon, amb Hier, aujourd’hui, demain! (1885) i Drasta Houel amb Cruatés et tendresses (1925). El martiniquès François Marbot (1817-1866) va compondre Les bambous (1846), versió de les faules de La Fontaine en creolé. El guadalupeny Léon Hennique (1850-1935) arribà a president de l'Acadèmia Goncourt.
Els negres lliures constituïren una petita burgesia, sovint cultivada, que es desmarca del proletariat negre alliberat, i escollí la via de l’assimilació cultural. Així imitaren els escriptors metropolitans i adoptaren llurs puns de vista a l’hora d’evocar les realitats antillanes. Entre aquests destacarien els poetes exòtics Daniel Thaly (1880-1950) originari de Dominica, autor de Lucioles et cantharides (1900), L’Ile et le voyage (1923) i Chants de l’Atlantique (1928); i Emmanuel-Flavia Léopold amb Adieu, foulards, adieu madras (1930). Però l'autor més conegut de les Antilles fou Alexis Léger Saint John Perse (1887-1975), diplomàtic, poeta i Premi Nobel de Literatura el 1960, autor d'Elogues (1911), Anabase (1924), Exil (1942), Pluies neiges (1944), Vents (1946), Amers (1957) i Chronique (1960).

## Consolidació
Després de les festes del tricentenari de l’Annexió de les Antilles a França el 1635 s'asseguraren el mite de les “Illes Joioses”. Així alguns poetes s'adaptaren als tipus antillans, i fins i tot alguns escriviren en creolé, com Gilbert de Chambertrand, autor d’Images guadeloupéenes (1938), la comèdia les Méfaits d’Àthenaïse (1918) i els contes Coeurs creolés (1958) i Titina Grosbonda (1938); Mayotte Capécia (1916-1955), autora de La negresse blanche (1950) i Je sui martiniquaise (1948), i Gilbert Gratiant (1895-1985), creador de la revista Lucioles amb Credo de sang-mêlé (1961), Fab'Compè Zicaque (1958) en creolé i Poemes en vers feux (1931); Paul le Linuel Jean Marx (1890-1970) amb Coeurs martiniquais (1912), Irmine Romanette amb Sonson de la Martinique (1932) i Salvat Etchart amb Les nègres servent d'exemple (1964).
Una primera presa de consciència radical de l'intent d’aculturació fou la publicació de la revista-manifest Légitime Défense (1932) en nom del marxisme i del surrealisme, els joves intel·lectuals Étienne Lero (1909-1939), amb els poemes Dix huitième anne (1929) i Evèlyne (1930); René Menil (1907) redactor de la revista Tropiques, Auguste Thésée, Maurice Sabas-Quitman, Pierre Yoyotte i Jules-Marcel Monnerot (1909) autor dels estudis La pòesie moderne et le Sacré (1945), Les faits sociaux ne sont pas des choses (1946) i Les lois du Tragique (1969), denunciaren la traïció de la petita burgesia de color i refusaren el “duduisme” i la “literatura de calcomania”, i apel·laren a la presa de consciència de la identitat cultural antillana amb llur component negreafricà. Durant el segle xx es produiria un naixement de la consciència de la identitat i complexitat antillanes per tal de fer una vida literària autònoma.

## La negritud
Pel que fa a la négritude, fou impulsada per les revistes Volontés i Tropiques, fundades pel martiniquès Aimé Césaire (1913-2008), autor dels poemes Cahiers d’un retour au pays natal (1943), Les armes miraculeuses (1946), Corps perdu (1950), Ferrements (1960) i Cadastre (1961), així com les obres de teatre Et les chiens sa tasaient (1956), La trágedie du roi Christophe (1963), Une saison au Congo (1966) i Une tempête (1969). El moviment s'afirma amb els poetes Albert Beville, més conegut com a Paul Niger (1915-1962) autor dels contes Les Puissants (1959) i Les Grenouilles du Mont Kimbo (1964), Guy Tirolien (1917-1988) amb els poemes Prière d’un petit enfant negre (1947) i Balle d’or (1967); Michelle Lacrosil i Jacqueline Manicom, amb Mon examen de blanc (1972) i els poetes Georges Desportes (1921) autor de Sous l’oeil fixe du soleil (1969), Les marches souveranes (1956) i Sololoques pour mauvais rêves (1958), i Ellie Stephenson (amb Une flèche pour le pays a l'encan, 1975).
En un altre extrem se situa el psiquiatre Frantz Fanon (1925-1961), mort prematurament, autor de Peaux noirs, masques blanches (1956) on afirma que la patologia de la por és social i causada per la situació social i la jerarquia social, així com la seva obra mestra Les damnés de la terre (1961), per la qual fou considerat l’ideòleg del FLN algerià i que influí en tots els revolucionaris dels seixanta, des de Malcolm X fins al Che Guevara. Per la seva part Edouard Glissant (1928), editor de la revista '?Acoma (1971-1973) ou difussor del concepte d’antillanité, tot afirmant que la comunitat antillana és malalta i que cal reapropiar-se del seu propi espai i història, concepte recollit en l’assaig Le discours antillais (1981), i els poemes Le sel noir (1960), Le sang rivé (1961), Les indes (1956), Miroirs (1954), Givres solitudes (1956), Le Lezarde(1958), Malemont (1975) i la novel·la La case du commandeur (1978). .
La narració és més usada com a “crit de denúncia negre”, i prediquen l’antillanitat dins el Tercer Món, com Leonard Sainville (1910-1977), autor d'Au fond du bourg (1964), Conteurs négre-africains (1963) i Dominique, nègre esclave (1951); Joseph Zobel (1925), qui pinta les plantacions de sucre amb Diab'là (1942), La rue Cases Nègres (1948), La fête a Paris (1953), Le soleil partage (1964), i Laghia de la mort (1946); Raphäel Tardon (1911-1966), amb Starkenfist (1947), Blau des îles (1946), la Caldeira (1949) i Christou poing (1950), d’influència francesa, René Maran (1887-1960) amb Batouala (Premi Goncourt 1921) on narra el retorn a Àfrica, Djouma, chien de brousse (1927) i M'bala l'elephant (1944), Marie-Madelaine Carbet (1902) amb els poemes Point d’aigue (1958), Rose de ta grâce (1970) i la novel·la Au peril de ta joie (1970); Sonny Rupaire, que escrivia en creolé, Alfred Melon-Degras, amb Le silence (1976), on reclama la pertinença de les Antilles a l’àrea cultural llatinoamericana, i el martiniquès exiliat Roland Brival, autor de Martinique des cendres (1978) on explica l'assimilació a França.

## Actualitat
A partir dels anys 1970 han aparegut autors d’origen francès, però amb una obra arrelada a la realitat antillana, com André Schwartz-Bart (1928), lorenès casat amb una guadalupenya autor de La mulâtresse solitude (1972), Salvat Etchart (1932) amb Le monde tel qui’l est (1967) i L’homme empêche (1977), Jeanne Hyvrard, amb Mèrela-mort (1976) i La meurtritude (1977), i Simone Schwartz-Bart (1938), amb Le dernier des justes (Premi Goncourt 1959), Un plat de porc aux bananes vertes (1967), Pluie et vent sur Télumée Miracle (1972) i Ti Jean l’Horizon (1979); Suzanne Lacascade amb Claire-Solange, âme africaine, Maryse Conde amb la novel·la Heremakhonon (1976), Jacqueline Manicom amb Mon examen de blanc (1972) i V. Placoly, amb Fréres volcans (1984). En creolé han destacat Monchoachi, R. Confiant i J. Bernabé.